# تاج الدين الكندي
تَاج الدِّين أَبُو اليُمْن زَيد بِن الحَسَن بِن زَيد بِن سَعِيد الحُميَرِي الكِنْدِي (520هـ/1126م - 613هـ/1217م) هو شاعر ومُقرِئ ونحويٌّ من بغداد، من نُّحاة المدرسة البغدادية في النَّحو، تَرَكَ بغداد وانتقل إلى دمشق حيث حظي هناك برعاية الحكام

## حياته
وُلِد الكِندي في سنة 520هـ في مدينة بغداد، وفيها نشأ وترعرع ومكثَ النصف الأوَّل من حياته، وأخذ العلم هناك، ثُمَّ انتقل إلى حلب بقصد التجارة في 563هـ، ومنها إلى بلاد الروم حيث ظلَّ هناك مُدَّةً طويلة، ثم رحل إلى دمشق عاصمة الدولة الأيوبيَّة وحظي هناك بمكانة لدى الحكام الأيوبيين، خاصةً الأمير فرُّخ شاه ابن أخ صلاح الدِّين الأيوبي، فعُيِّنَ وزيراً، وارتبطَ بعلاقة وثيقه مع ابنه الملك الأمجد صاحب بعلبك. أخذ تاج الدين الكندي اللغة عن الجواليقي، والنَّحو عن ابن الشجري وابن الخشاب. لُقِّب الكِندي بسيبويه لبراعته في النَّحو، تشبيهاً له بإمام النحو عمرو بن عثمان المعروف بسيبوبه، وفي دمشق عمل في التدريس وذاع صيته كعالم جليل، وكان الطلاب يزدحمون في مجالسه، ونبَغَ من طُلابه شمس الدين السخاوي. وقام بتعليم الملك المعظم عيسى الأيوبي كتاب سيبويه متناً وشرحاً، وكان الملك حسب رواية أبي شامة يمشي من القلعة راجلا إلى دار تاج الدين والكتاب تحت إبطه. شرحَ الكِندي مؤلفات ابن درستويه، وقام بشرح كتاب الإيضاح لأبي علي الفارسي. وكان الكِندي، إلى جانب معرفته العميقة بالنَّحو، مُتَبَحِّراً في علوم اللغة والقراءات والحديث النبوي، وكان له اهتمام شديد بغريب اللغة، واهتمَّ كذلك بدراسة علم المعاني، ويُروى أنَّه أكمل حفظ القرآن على القراءات العشر وهو في سِنِّ العاشرة، وأخذ عنه القراءات سبط ابن الجوزي. نَظَم الكندي الشعر، وله ديوانٌ طُبِعَ في العصر الحديث، وقام كذلك بشرح ديوان المتنبِّي. تُوفِّي الكندي في مدينة دمشق في شهر شوال من سنة 613هـ عن عمر ثلاث وتسعين عاماً.
من الروايات الواردة عنه أنَّه اجتمع يوماً بابن دحية في مجلسٍ أحد وزراء الأيوبيين، فذكر ابن دحية حديثاً للنبي يقول فيه: «مِن وَرَاءَ وَرَاءَ»، فقال الكندي: «وراءُ وراءُ»، فكتمها ابن دحية في نفسه ثُمَّ توجَّه بحديثه إلى الوزير فقال له: «من هذا؟»، فقال له الوزير: «هذا الشيخ تاج الدين الكندي»، فسمعه الكندي وهو يقول عنه همساً: «هو من كلب قبيح». ولم ينسَ ابن دحية هذه الحادثة فقام بتأليف كتاباً حول تلك المسألة سمَّاه «الصارم الهندي في الردِّ على الكندي»، فلمَّا بلغَ ذلك الكندي ردَّ عليه بكتاب آخر سمَّاه «نتف اللحية من ابن دحية».

## مؤلفاته
- «ديوان الكندي».
- «شرح كتاب الإيضاح للفارسي».
- «شرح ديوان المتنبي».
- «نتف اللحية من ابن دحية».
- «عوالي مالك رواية أبي اليمن الكندي».[11]
- «خبر شعر ووفادة النابغة الجعدي».[11]

## قراءات إضافية
- تاج الدين الكِندي. أبو اليمن تاج الدين زيد بن الحسن الكندي البغدادي: حياته وديوانه. تقديم وتحقيق: سامي مكي العاني وهلال ناجي. دار الهلال للطباعة والنشر. الطبعة الأولى - 2009.